# Wao (stato)
Lo Stato di Wao (talvolta indicato come Stato di Vav) fu uno stato principesco del subcontinente indiano, avente per capitale la città di Vav.

## Storia
Lo stato includeva 26 villaggi su un'area di 140 km2. I rana (l'equivalente di raja) di Wao appartenevano alla dinastia Chauhan dei Rajputs. Essi fondarono lo stato di Wao nel 1244.
Lo stato subì le pesanti conseguenze della carestia del 1813 e dal 1819-1820 divenne un protettorato britannico. Lo stato di Wao passò quindi sotto l'autorità dell'Agenzia di Palanpur della Presidenza di Bombay che nel 1925 divenne l'Agenzia di Banas Kantha. Dopo l'indipendenza indiana del 1947, la Presidenza di Bombay venne riorganizzata nello stato di Bombay. Quando lo stato del Gujarat venne formato nel 1960 dallo stato di Bombay, Wao passò sotto il distretto di Banaskantha del Gujarat.

## Governanti

### Rana
- Rana VAJAJI, figlio di Rana Punjaji di Tharad, fondatore di Wao nel 1244.

......
- Rana JAGRAJJI CHANDAJI
- Rana PACHANJI JAGRAJJI
- Rana VAJERAJJI PACHANJI
- Rana GADSINHJI VAJERAJJI
- Rana BHAGWANSINHJI GADSINHJI
- Rana JALAMSINHJI BHAGWANSINHJI
- Rana SADARSINHJI JALAMSINHJI (r. 1854-1868)
- Rana UMEDSINHJI SADARSINHJI (r. 1868-1884), n. 1848, adottò il figlio di Thakur Dosaji di Dharadra, m. nel giugno del 1884.
- Rana Shri CHANDRASINHJI UMEDSINHJI (r. 1884-1924), n. 13 dicembre come Kumar Shri Chandrasinhji Dosaji, figlio di Thakur Dosaji di Dharadra, (pronipote del XV rao di Wao), gli succedette il 19 giugno 1884. Morì il 25 maggio 1924.
- Rana Shri HARISINHJI CHANDRASINHJI (r. 1924-1948), nato il 19 settembre 1889.